# Come on Come on 마산스트리트여
“Come on Come on 마산스트리트여”는 노브레인이 2007년 발매한 정규 5집 《그것이 젊음》의 수록곡이다. 노브레인의 보컬 이성우가 성장한 지역인 경상남도 마산시(현재의 창원시 마산합포구와 마산회원구 일대)의 풍경을 담아냈다. 창원과 마산 지역에 보내는 사랑, 그리고 감정을 표현한 지역색 드러나는 가사가 특징이며, 이러한 가사 때문에 창원시를 연고로 한 NC 다이노스에서 응원가로 활용하여 유명세를 타기도 했다.

## 개요
〈Come on Come on 마산스트리트여〉는 마산에서 나고 자란 토박이인 이성우가 서울에 상경한 뒤 활동하면서, 고향에 대한 그리움과 추억을 함께 드러낸 노래로 유명세를 탔다. 특히 이러한 추억은 노래 가사 중 과거 수질이 오염되었던 시기의 마산항 앞바다를 칭하는 '콜랏빛 나는 바닷물'과 '아줌마의 구수한 마산 사투리'를 통해 확인할 수 있다. 이성우는 서울에서 느끼는 고향에 대한 그리움 역시 '한강의 강물'과 '서울행 열차'가 자신의 눈물을 닦아달라는 가사를 통해 표현했다.
마산과 창원지역을 상징하는 가장 유명한 곡인 덕분에 〈Come on Come on 마산스트리트여〉는 2012년 창단한 NC 다이노스에서 지역색을 드러내는 응원가로 사용되기도 했다. 〈Come on Come on 마산스트리트여〉가 록으로 이루어져 있으며, 멜로디가 쉬운 덕분에 남녀노소가 즐기기 쉬운 노래라는 평가도 얻었다. 특히 NC 다이노스 홈구장 부지 선정 논란이 벌어졌을 때에는 통합 창원시가 출범하면서 '마산'이라는 이름이 일반구 속에만 남게 된 가운데, 해당 노래를 통해 구 마산시 지역에 거주하는 시민들이 마산 야구장과 〈Come on Come on 마산스트리트여〉를 마산시의 상징물과 같은 구심점 역할로 삼는다는 견해도 존재했다.
해당 노래는 NC 다이노스를 넘어 지역을 상징하는 응원가로도 활용되었다. 2016년과 2017년 열린 황금사자기 전국고교야구대회에서 마산용마고등학교 야구부가 결승에 진출했을 때, NC 다이노스 구단은 지역밀착 마케팅의 일환으로 NC 다이노스의 응원단을 파견하기도 했다. NC 응원단은 〈Come on Come on 마산스트리트여〉를 열창하며 지역색이 강한 응원가의 특징을 그대로 살렸다는 평가를 받는다.

## 응원가로서의 논란

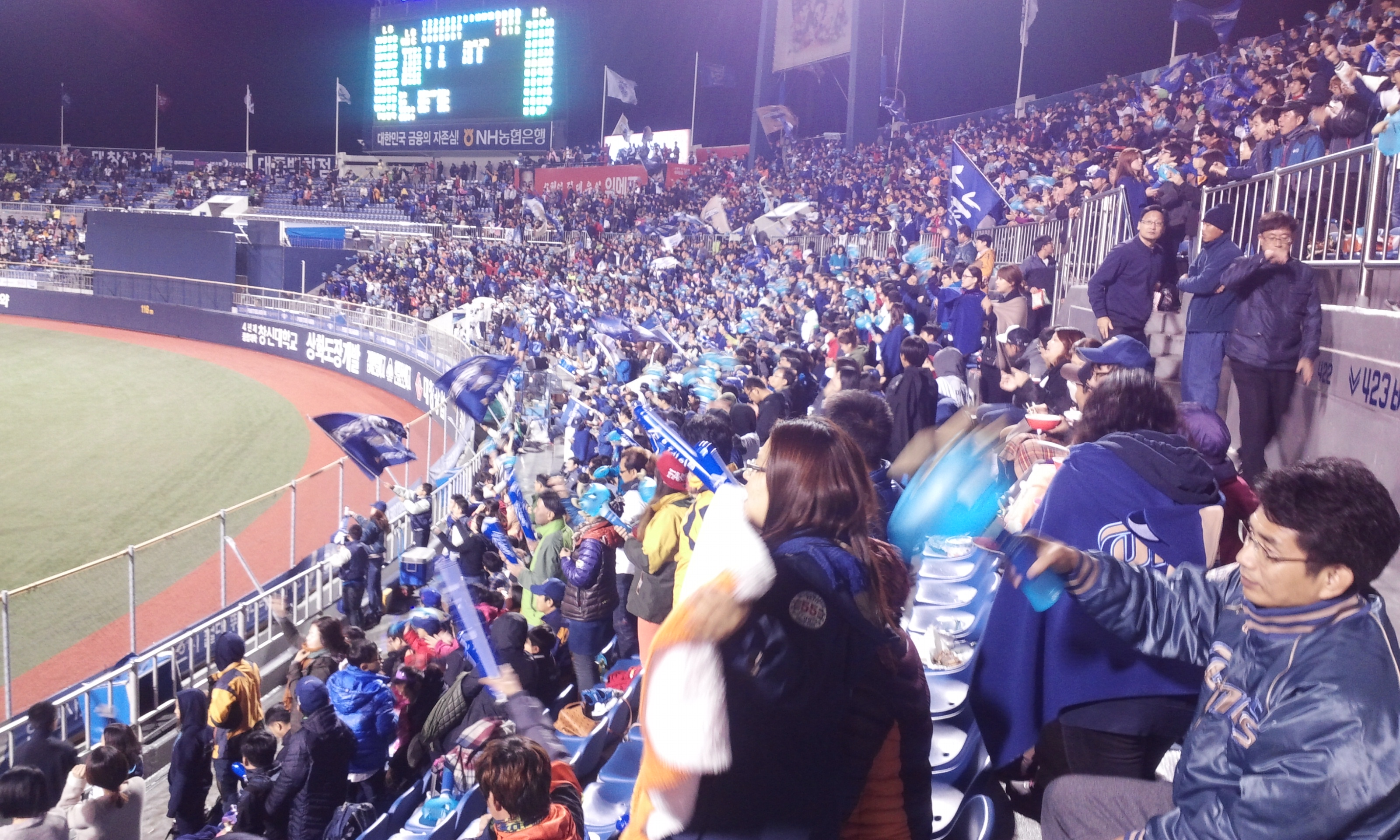
마산 야구장에서 응원하는 NC 다이노스 팬들.

〈Come on Come on 마산스트리트여〉가 NC 다이노스의 응원가로 사용되면서 노래 중 가사에 대한 논란도 일었다. 보컬 이성우가 노래를 작사할 당시의 '콜랏빛 나는 바닷물' 표현이 문제가 되었는데, 2015년 일부 시민과 지역 유력 인사 등아 '현재의 마산만이 수질이 정화된 것과 가사의 내용이 맞지 않아 응원가로 〈Come on Come on 마산스트리트여〉를 사용하지 말거나, 가사를 개사할 것'을 요구하기도 했다. 하지만 이에 맞서 해당 가사가 '기억과 향수를 불러일으키는 요소'라며 수정하지 말 것을 요구하는 목소리도 나왔다. 실제로 NC 다이노스 측이 창원시 측의 '사용자제' 요구를 받아들여 해당 노래의 활용을 잠시 중단하기도 했지만, 지역의 응원가를 다시 사용해줄 것을 요구하는 시민들의 목소리에 힘입어 두 달만에 응원가를 부활시키면서 논란이 마무리되었다.
2019년에는 창원시와 NC 다이노스가 신구장인 창원NC파크의 명칭을 두고 갈등을 벌이면서 〈Come on Come on 마산스트리트여〉가 응원가로 사용되지 못하는 일도 벌어졌다. 신구장의 명칭을 '창원NC파크 마산구장'으로 하라는 지역 정치권의 압박에 팬들이 반발하는 일이 벌어졌고, 이에 따라 가사에 '마산'이 들어가는 〈Come on Come on 마산스트리트여〉의 사용이 기피된 것이다. 해당 갈등으로 인해 사용되지 못했던 〈Come on Come on 마산스트리트여〉는 2020년 한국시리즈에서 NC 다이노스가 우승하면서 다시 울려퍼졌고, 통합우승을 계기로 경기장에서 다시 사용되고 있다.

## 같이 보기
- 남행열차 - 광주광역시를 연고지로 한 KIA 타이거즈의 응원가.
- 돌아와요 부산항에 - 부산광역시를 연고지로 한 롯데 자이언츠의 응원가.
- 연안부두 - 인천광역시를 연고지로 한 SSG 랜더스의 응원가.